# Rechtvaardigheid

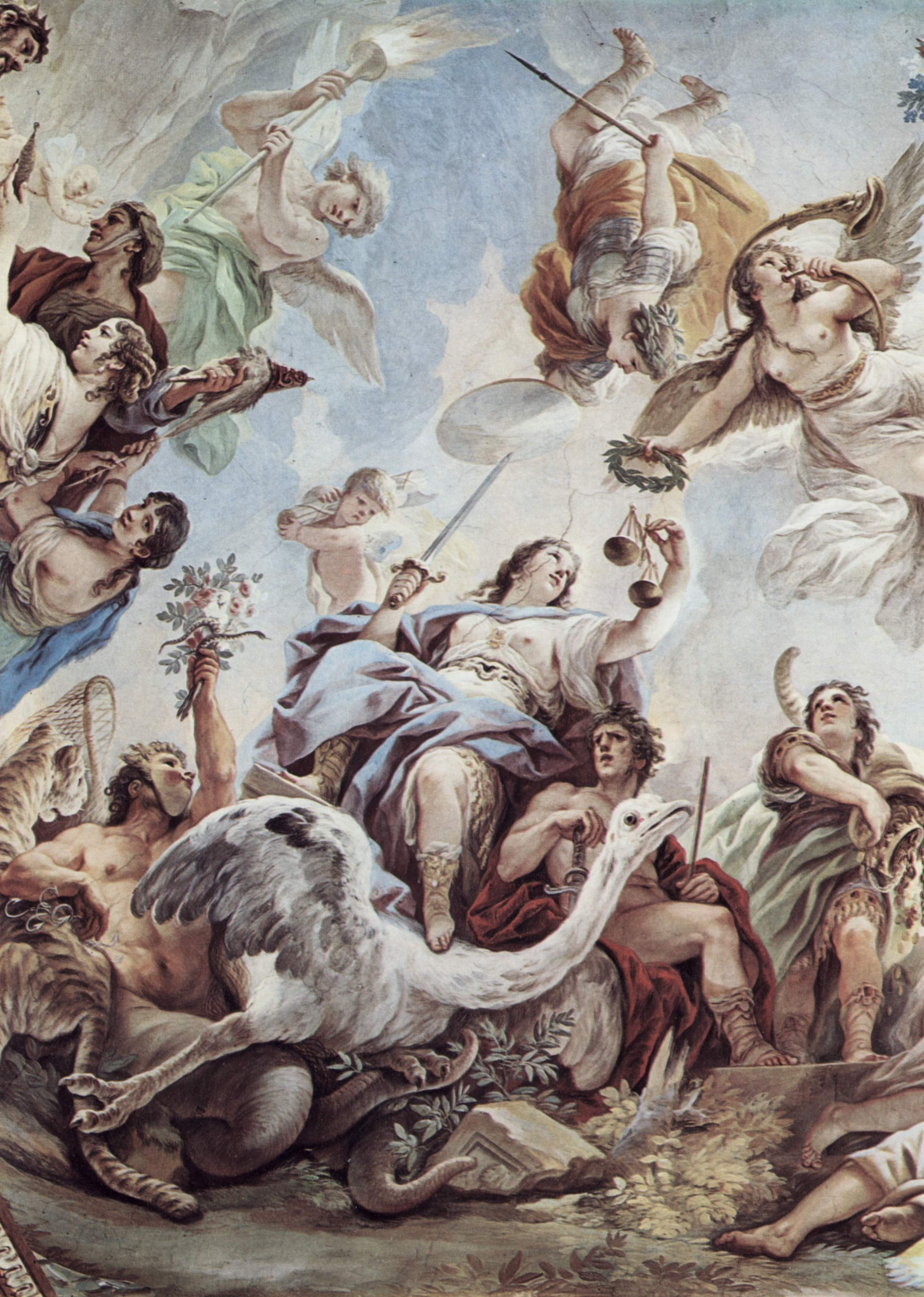
Rechtvaardigheid, Een schilderij van Luca Giordano

Rechtvaardigheid  is juist en eerlijk handelen naar de situatie. Dit begrip uit de ethiek, het recht en de politieke filosofie was bij de Grieken en in het katholicisme vooral een ethische deugd. Bij de Romeinen werd het ook de grondslag van het recht. In latere politieke theorieën werd rechtvaardigheid niet meer als persoonlijke levenshouding, maar als abstract grondbeginsel voor het politieke stelsel gezien.

## Soorten rechtvaardigheid
Rechtvaardigheid wordt op verschillende manieren onderverdeeld. De huidige onderverdelingen gaan terug op de Ethica Nicomachea van Aristoteles:
- Publieke, private en persoonlijke rechtvaardigheid: Publieke rechtvaardigheid heeft betrekking op het handelen in de publieke, openbare sfeer van de staat, maar werd later ook toegepast op andere sociale gemeenschappen. Dit is het terrein van de distributieve rechtvaardigheid en van de politieke theorieën. Private rechtvaardigheid heeft betrekking op het handelen in de privésfeer van huishouden, gezin en familie. Dit is het terrein van de vereffenende of ruilrechtvaardigheid en van de ethiek. Persoonlijke rechtvaardigheid ten slotte heeft betrekking op het handelen ten opzichte van jezelf (volgens Aristoteles kan echter niemand zichzelf onrechtvaardig willen behandelen).
- Algemene en specifieke rechtvaardigheid: Algemene rechtvaardigheid heeft betrekking op het domein van wat Aristoteles de algehele voortreffelijkheid noemde. Deze kan gezien worden als het in overeenstemming zijn met de voorwaarden van de deugd van rechtvaardigheid. Specifieke rechtvaardigheid heeft betrekking op concrete situaties, waarbij rechtvaardigheid en onrechtvaardigheid een rol spelen. Hierbij wordt een verder onderscheid gemaakt tussen vereffenende of commutatieve en distributieve rechtvaardigheid.
  - Distributieve rechtvaardigheid heeft betrekking op het verdelen van alles wat er te verdelen valt over de leden van een bepaalde (politieke) gemeenschap. Hierbij dient volgens Aristoteles sprake te zijn van onpartijdigheid en dient het gelijke gelijk en het ongelijke ongelijk behandeld te worden. Voor een ongelijke verdeling dient een specifieke reden te zijn. Aristoteles noemt alleen de proportionele beloning naar verdienste, maar er zijn ook meerdere andere redenen mogelijk. Vereffenende (of ruil)rechtvaardigheid heeft betrekking op alles wat niet te verdelen valt, maar wat individuen die op min of meer gelijke voet staan, onderling ruilen of verhandelen.
  - Bij ruilrechtvaardigheid kan dan weer een onderscheid worden gemaakt tussen vrijwillige (commutatieve) en onvrijwillige (retributieve) ruil. Van een vrijwillige ruil is sprake wanneer beide partijen iets geven en er iets van gelijke waarde voor terugkrijgen, bijvoorbeeld wanneer men iets ruilt of koopt. Bij een onvrijwillige ruil ontbreekt deze wederkerigheid, hetgeen daarom ook vraagt om een vergelding of een bestraffing.

## Politieke filosofie
In de politieke filosofie speelt rechtvaardigheid een meer of minder grote rol in diverse politieke theorieën. Deze theorieën hebben betrekking op de publieke rechtvaardigheid. In de middeleeuwen werd de publieke rechtvaardigheid beheerst door het natuurrecht. Na de reformatie werden in de protestants geworden landen nieuwe politieke theorieën opgesteld, die aanvankelijk nog bijbels geïnspireerd waren, maar vanaf de zeventiende eeuw volledig seculier werden. Daarin werden in plaats van rechtvaardigheid aanvankelijk andere doelstellingen nagestreefd:
In het utilitarisme is het doel niet de rechtvaardigheid, maar de maximalisatie van nut en welzijn. Jeremy Bentham gaat daarbij uit van een maximalisatie voor alle betrokkenen c.q. de gehele gemeenschap, John Stuart Mill daarentegen van een maximalisatie voor het individu.
In het marxisme wordt rechtvaardigheid hooguit gezien als een noodzakelijk kwaad dat nodig is, zolang de ideale samenleving nog niet bereikt is. Daartoe zouden mensen niet moeten komen op grond van andermans rechten, maar op grond van de liefde voor elkaar. Rechten zouden alleen maar leiden tot (verdere) ongelijkheid en uitbuiting. Het Marxisme wil daarentegen de private eigendom vervangen door collectieve eigendom omdat alleen op die manier een gelijke verdeling van (productie)middelen bereikt zou kunnen worden.:161 e.v.
Het is John Rawls geweest die de rechtvaardigheid opnieuw een centrale plaats in de politieke filosofie heeft gegeven. Hij stelde dat rechtvaardigheid het criterium moet zijn waaraan alle andere doelen en waarden dienen te worden getoetst. In zijn beroemde boek A Theory of Justice uit 1971 noemde hij twee grondbeginselen van rechtvaardigheid:
- Ieder mens heeft een gelijke claim op een volwaardig basispakket aan rechten en vrijheden, voor zover deze te verenigen zijn met de rechten en vrijheden van anderen. De staat dient deze basisrechten en vrijheden te garanderen.
- Sociale en economische ongelijkheid zijn alleen gerechtvaardigd als die zijn verbonden aan posities die openstaan voor iedereen en/of als ze ten goede komen aan de minst bevoordeelden in de samenleving.

De theorie van Rawls is de grondslag geworden van het politieke liberalisme, waardoor veel sociaaldemocratische, christendemocratische en gematigd liberale politieke partijen zich laten inspireren.
In het libertarisme van Robert Nozick wordt de liberale rechtvaardigheidsnorm van Rawls verworpen, omdat die tot een onaanvaardbaar grote overheidsbemoeienis zou leiden. Het Libertarisme is tegen elke publieke herverdeling van (belasting)middelen en stelt dat iedereen volledig vrije beschikking dient te hebben over alles wat men zelf op eerlijke wijze verworven, verdiend of vrijwillig geruild heeft.:95 e.v.
In het communitarisme zijn de traditionele waarden van de gemeenschap (common good) de maatstaf voor het politieke handelen. De gemeenschappelijke normen en waarden zijn bepalend voor het individuele handelen. Dit in tegenstelling tot het Liberalisme, waarin het slechts gaat om een rechtvaardige verdeling van middelen, opdat ieder zo veel mogelijk de eigen doelen kan nastreven.:206 e.v.

## Recht
De band van het recht met rechtvaardigheid is in de praktijk minder groot dan men op het eerste gezicht zou verwachten. De wetten en regels van het recht komen voor een groot deel voort uit vaak oude gewoonten en gebruiken, zijn gebaseerd op willekeurige grenzen en beslissingen, of zijn de uitkomst van (politieke) compromissen tussen verschillende belangen. In het recht speelt rechtvaardigheid met name een rol op twee gebieden, namelijk in de rechtsfilosofie en in de rechtspraak:
- In de rechtsfilosofie is een belangrijke vraag die naar de relatie tussen recht en rechtvaardigheid, oftewel de vraag naar waarom men rechtsregels behoort na te leven. Volgens aanhangers van het natuurrecht dient het recht gebaseerd te zijn op de principes van het natuurrecht en dient het een redelijke mate van rechtvaardigheid te bezitten. Volgens de aanhangers van het rechtspositivisme dienen recht en moraal daarentegen gescheiden te zijn en mag het geldende recht niet op rechtvaardigheid getoetst worden. Tussenposities worden ingenomen door rechtsfilosofen als H.L.A. Hart en Ronald Dworkin.[2]
- In de rechtspraak is rechtvaardigheid een leidraad voor de rechter, hoewel deze in eerste instantie de wet dient toe te passen en vervolgens de beginselen van redelijkheid en billijkheid in acht dient te nemen.

De landen die het Engelse rechtsstelsel volgen, staan niet in de Romeinsrechtelijke traditie, maar kennen het begrip equity, dat een vergelijkbare functie heeft als de continentale billijkheid.

## Ethiek
Rechtvaardigheid wordt in de huidige opvattingen van moraal nauwelijks meer bepaald door wat de betreffende wetenschap, de ethiek, daarover te zeggen heeft. Intermenselijke handelingen worden tegenwoordig vaak gevoelsmatig beoordeeld, dit vanuit een individualistische traditie die teruggaat tot de Romantiek. Daarnaast worden zulke handelingen beoordeeld aan de hand van een rechtvaardigheidsbegrip dat sterk is gekleurd door begrippen uit de heersende politieke theorieën, zoals gelijkheid of het hebben van rechten (in de zin van aanspraken). Als een meer populair synoniem voor rechtvaardigheid wordt ook wel het begrip eerlijkheid (fairness) gebruikt.

## Historische ontwikkeling

### Grieken
De bij de Grieken gangbare opvatting was dat rechtvaardigheid (dikaiôsunê) gelijkwaardigheid (isotès), of beter evenredigheid is. Iedereen krijgt waar hij recht op heeft. Onrechtvaardigheid is dan meer willen hebben (pleonexia) dan waar je recht op hebt, want dan krijgt een ander namelijk automatisch minder. Socrates zei daarom dat rechtvaardigheid het stellen van grenzen aan het eigenbelang is.
Volgens Plato moest iedere handeling niet op rijkdom, macht of overwinning gericht zijn, maar op rechtvaardigheid. Het uitgangspunt van die rechtvaardigheid is volgens hem dat de mens eerst zijn belofte jegens God inlost en vervolgens ieder het zijne geeft, aan anderen, maar vooral ook aan de staat, de politieke gemeenschap. De concrete invulling hiervan is afhankelijk van ieders individuele omstandigheden.
Volgens Aristoteles is rechtvaardigheid een deugd, dat wil zeggen een aangeleerde levenshouding die ons in staat stelt onze handelingen zo te plannen en uit te voeren, dat zij het midden houden tussen een teveel en een tekort. Daartoe zijn vrijwilligheid (een bewuste eigen keuze) en voldoende kennis (een bewust weten wat je doet) vereist. In navolging van Plato beschrijft ook Aristoteles, in boek 5 van zijn Ethica Nicomachea, de rechtvaardigheid als de deugd waarbij men ieder het zijne geeft.

### Romeinen
Bij de Romeinen is het begrip rechtvaardigheid (iustitia) terug te vinden bij Cicero in De legibus 1, 6 19, waar hij eraan herinnerde dat het Griekse woord nómos (wet) van het woord némo (toedelen) is afgeleid: Eamque rem [legem] illi Graeco putant nomine a suum cuique tribuendo appellatam - En deze zaak [de wet] is, zoals men meent, volgens haar Griekse benaming genoemd naar het ieder het zijne geven.
In De officiis 1, 5, 15 stelde Cicero nog dat alles wat goed is, onder andere, te maken heeft met ...in hominum societate tuenda tribuendoque suum cuique et rerum contractarum fide - ...de menselijke samenleving in stand te houden en ieder het zijne toe te kennen, evenals in het nakomen van afspraken.
De meest bekende formulering is die van Ulpianus, die in de Digesten 1, 1, 10, van het Corpus Iuris Civilis stelde: Iustitia est constans et perpetua voluntas ius suum cuique tribuendi - De gerechtigheid is de vaste en constante wil om ieder zijn recht toe te delen. Deze klassiek geworden formulering wordt ook vaak afgekort tot suum cuique of unicuique suum - ieder het zijne.
Het in de praktijk gegroeide Romeinse recht werd rond 500 door keizer Justinianus I gecodificeerd in de Codex Justinianus, de Digesten en de Instituten, waarin hij onder meer, in navolging van Ulpianus, vaststelde dat de grondslagen van het recht zijn:
- fatsoenlijk leven (honest vivere)
- niemand benadelen (neminem laedere)
- ieder het zijne geven (suum cuique tribuere)

### Middeleeuwen

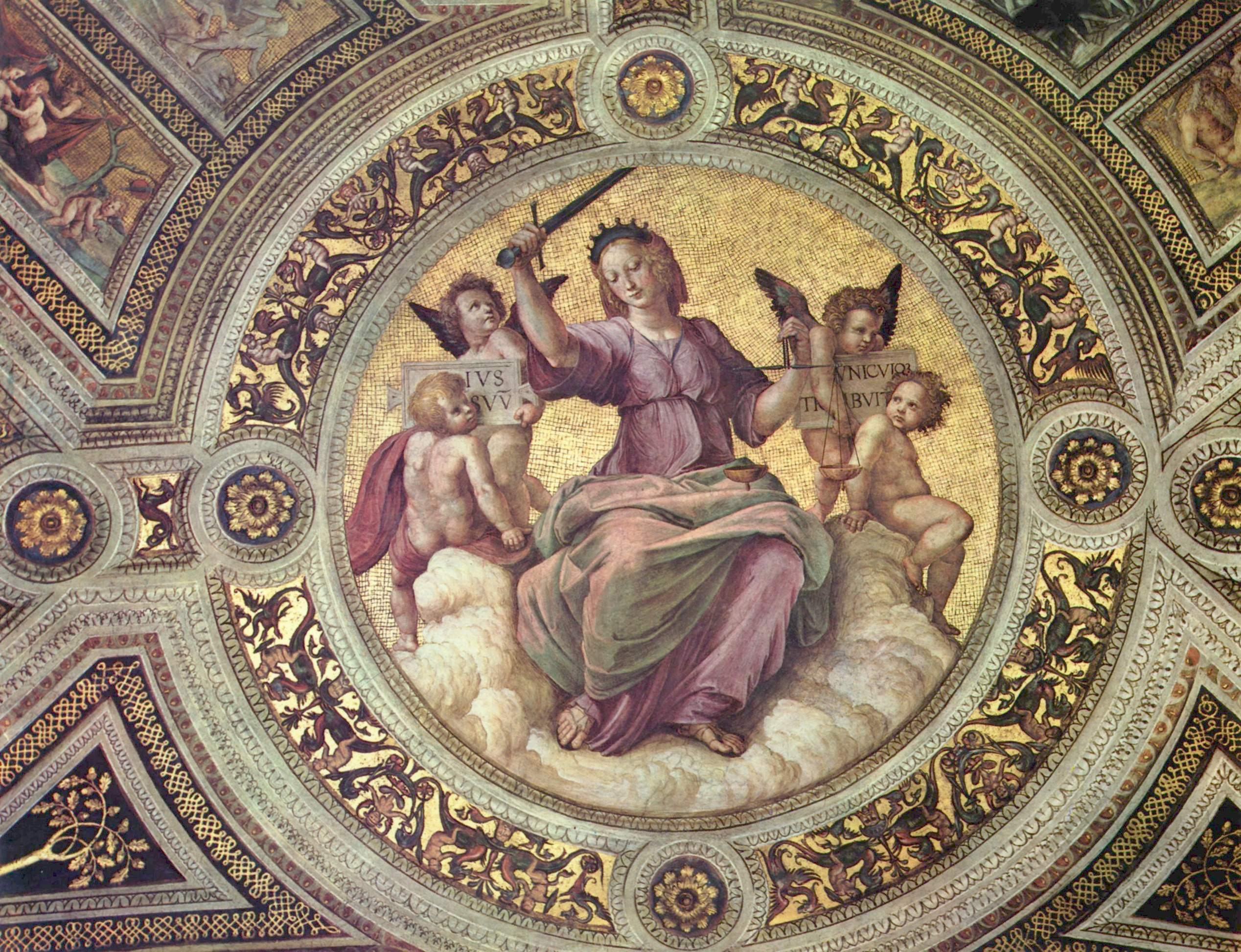
De Rechtvaardigheid afgebeeld op het plafond van de Stanza della Segnatura in het oude Apostolisch paleis in Vaticaanstad

Nadat het christendom staatsgodsdienst van het Romeinse Rijk was geworden, erkende de Kerk het Romeinse recht (Ecclesia vivit lege Romana - De kerk leeft volgens het Romeinse recht) en nam daarmee ook de klassieke rechtvaardigheidsnorm van Ulpianus over. De kerkleraren Ambrosius en Augustinus vermelden deze norm in De officiis ministrorum, 1, 24, H; resp. De civitate Dei, 19, 21. Het Romeinse recht werd sindsdien eeuwenlang gezien als de meest redelijke positivering (concrete uitwerking) van het natuurrecht.
In de 13e eeuw werden de werken van Aristoteles herontdekt. Zijn vier kardinale deugden werden samen met de christelijke drie goddelijke deugden samengevoegd tot de zeven deugden. Door Thomas van Aquino werd dit alles in de katholieke filosofie opgenomen, waarmee de leer van Aristoteles de belangrijkste filosofische basis van de katholieke moraalleer en de middeleeuwse politieke theorie werd. De "ieder het zijne"-norm bespreekt Thomas in zijn Summa Theologica 2, 2æ, 58, 11, waarna deze onderdeel is gebleven van de katholieke moraalleer en als zodanig ook is opgenomen in de nieuwste Katechismus van de Katholieke Kerk, onder nr. 1807.

### De klassieke norm
Ieder het zijne geven wil zeggen dat je zodanig dient te handelen dat je daarmee de andere precies dat geeft of laat wat hem of haar toekomt. Dat vereist echter dat je eerst weet wat die ander toekomt. Daarvoor is de deugd van de wijsheid nodig. Om te zorgen dat je ook daadwerkelijk precies het goede geeft, moet je de deugden van moed en matigheid bezitten: de durf om het te doen en de beheersing om de juiste maat te houden. Op deze wijze is rechtvaardigheid het sluitstuk van de vier kardinale deugden: je handelt rechtvaardig als je dat doet op basis van wijsheid, moed en matigheid.
Hoewel deze klassieke norm in eerste instantie bedoeld is voor het handelen in de sfeer van persoonlijke relaties (private rechtvaardigheid), is het ook de basis voor rechtvaardigheid in de publieke sfeer. Daarin gaat het immers vooral om het toedelen en om de vraag wat eenieder toekomt. Daarnaast is hierbij van belang dat de klassieke norm rechtvaardigheid als deugd formuleert. Wie zo'n goede levenshouding heeft, zal namelijk niet alleen in de persoonlijke, maar ook in de publieke sfeer rechtvaardig zijn.
Ten slotte heeft de klassieke rechtvaardigheidsnorm een invloed gehad, die tot op de dag van vandaag doorwerkt als het gaat om de concrete toepassing van algemene wetten en regels op individuele gevallen. Dat geldt zowel voor degenen die wetten en regels moeten toepassen en uitvoeren (ambtenaren, burgers), als voor degenen die recht moeten spreken (rechters).
- Voor de rechter ging in het Romeinse recht gelden dat hij ieder het zijne diende te geven door de wet goed en billijk (bonum et aequum) toe te passen. Dit omdat het suum cuique als de basisregel van het natuurrecht voorrang had op de regels uit het positieve recht. Vervolgens is deze billijke wetstoepassing een belangrijk onderdeel geworden van het kerkelijke, canoniek recht en kwam het bekend te staan als de canonieke billijkheid (aequitas canonica).[5]
- Voor de burger vloeide uit de klassieke rechtvaardigheidsnorm de eis voort om te handelen op basis van goede trouw (bonafide), iets dat nog steeds een fundamenteel beginsel van het continentale privaatrecht is. In Nederland is de (objectieve) goede trouw in het nieuwe Burgerlijk Wetboek van 1992 vervangen door de term redelijkheid en billijkheid.

In bovengenoemde juridische beginselen leeft de klassieke rechtvaardigheidsnorm van "ieder het zijne geven" nog altijd voort, maar voor het overige is deze aloude regel nagenoeg in vergetelheid geraakt. In de publieke sfeer is zij verdrongen door nieuwe politieke theorieën met waarden als geluk, gelijkheid, vrijheid en zelfbeschikking. In de private sfeer wordt "ieder het zijne" hooguit nog gebruikt als een uitdrukking van gelatenheid en onverschilligheid. De nazi's hebben ten slotte nog een triest en pervers misbruik van deze spreuk gemaakt door hem in het Duits (Jedem das Seine) boven de poort van concentratiekamp Buchenwald aan te brengen.

### Nieuwe tijd
Met de Reformatie werd de klassieke rechtvaardigheidsnorm, als onderdeel van het katholieke natuurrecht, aan de kant gezet. In navolging van Luther vonden de protestanten dat de mens te zondig, of in elk geval niet in staat was om met zijn verstand eigenmachtig goede regels te kunnen formuleren. De private rechtvaardigheid werd daarom volledig ondergeschikt gemaakt aan de regels uit de bijbel. In plaats van rechtvaardigheid als een persoonlijke deugd (deugdethiek), kwam de loutere plicht tot het naleven van wetten en regels (plichtethiek).
Filosofisch is deze plichtethiek met name uitgewerkt door Immanuel Kant in zijn Kritik der praktischen Vernunft uit 1788 en in Die Metaphysik der Sitten uit 1797. Daarin stelde hij dat de reden voor een bepaalde handeling louter de plicht moet zijn en niet zaken als een goed gevoel of angst voor straf. Deze plicht vloeit voort uit de achting voor de wet, de zelfbinding, die volgens Kant het kenmerk is van de vrije mens.
Als gevolg van de secularisatie werd in de negentiende eeuw ook de laatste formele band tussen recht en rechtvaardigheid, tussen recht en (christelijke) moraal verbroken. Dit kwam in de rechtsfilosofie tot uitdrukking in de stroming van het rechtspositivisme. Zo vond Hans Kelsen dat recht en moraal strikt gescheiden dienden te zijn en dat het niet aangaat om de rechtvaardigheid van het geldende recht te beoordelen. Volgens de rechtsfilosoof W. Luijpen kan rechtvaardigheid in het rechtspositivisme gedefinieerd worden als de vaardigheid of bereidheid om zonder meer uit te voeren wat het positieve recht voorschrijft.
Deze visie lag mede ten grondslag aan de blinde volgzaamheid (Gesetz ist Gesetz) die onder het naziregime tot veel gruwelen heeft geleid. Na het einde van de Tweede Wereldoorlog is men dan ook teruggekomen van een al te strikt rechtspositivisme en zijn onder andere de universele mensenrechten geformuleerd. In het kielzog daarvan zijn in de Westerse wereld de vroegere plichten meer en meer vervangen door rechten van mensen en burgers.